# Сандипан, Чанда
Чанда Сандипан (13 августа 1983, Калькутта) — индийский шахматист, гроссмейстер (2003).
Трижды участвовал в финале чемпионата Индии по шахматам (2003, 2004 и 2006) и каждый раз проигрывал звание чемпиона страны С. Ш. Гангуле.
В составе сборной Индии участник 3-х Олимпиад (2004—2008).

## Изменения рейтинга
| Графики недоступны из-за технических проблем. См. информацию на Фабрикаторе и на mediawiki.org. |